# Kloster Ballymote

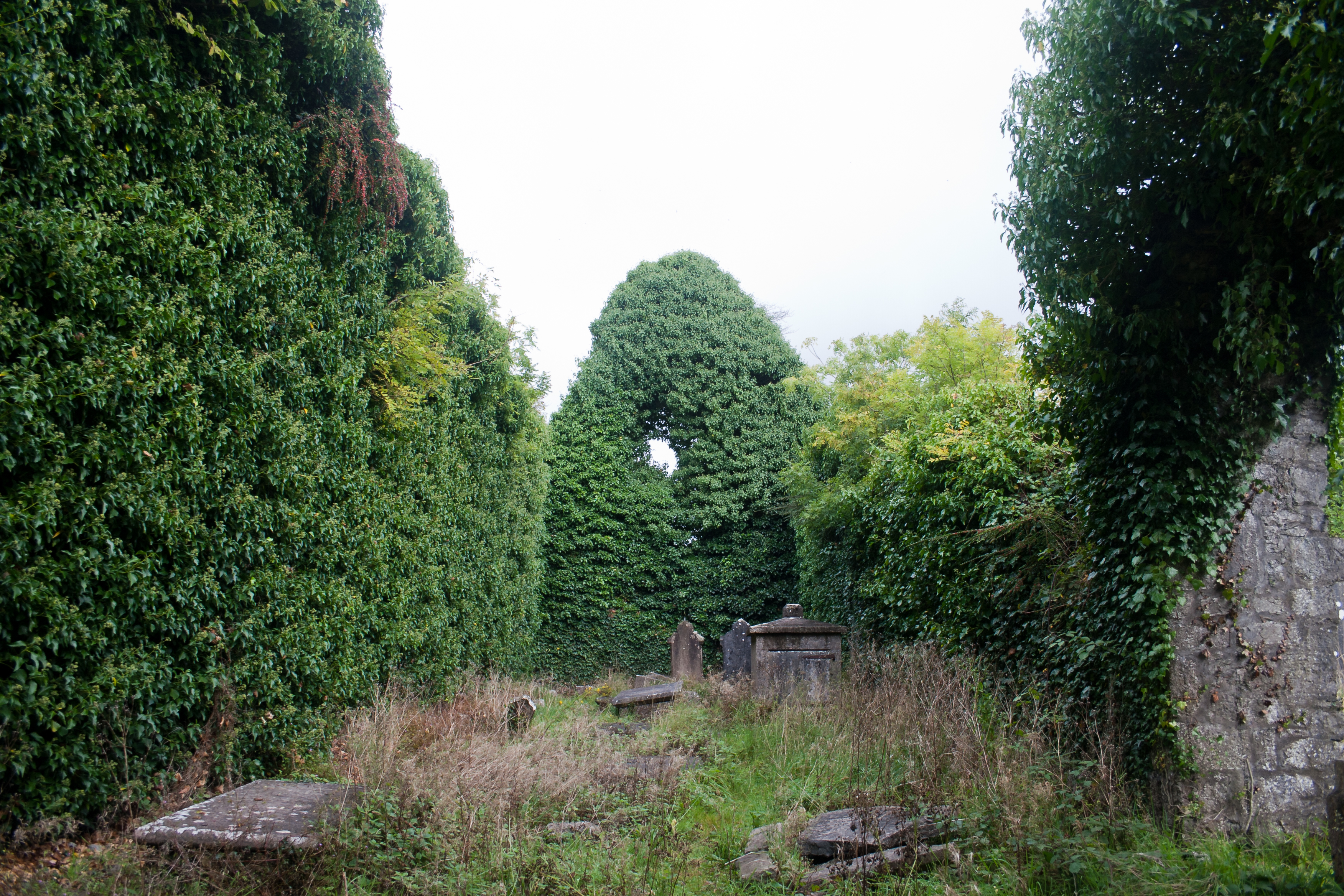
Ansicht des völlig von Efeu überwucherten Kirchenschiffs mit Blick nach Osten

Das Kloster Ballymote (englisch Ballymote Friary) wurde vor 1442 als Haus für Terziaren des franziskanischen Ordens in der Diözese Achonry gegründet. Vor 1650 wurde das Haus durch den ersten Orden übernommen. Die Anlage ist weitgehend verfallen und von Efeu überwuchert. Nur die Wände des ehemaligen Kirchenschiffs stehen noch.

## Geographische Lage
Das Kloster wurde inmitten der Stadt Ballymote unterhalb der von Richard de Burgh um 1300 erbauten Burg errichtet, die zur Gründungszeit des Klosters aber bereits an die Familie der O’Conor gefallen war. Heute liegt die Ruine unmittelbar an der Kreuzung der R293 mit der R295 hinter dem Friedhof und der katholischen Gemeindekirche.

## Geschichte
Das Kloster gehört zu denen des dritten Ordens der Franziskaner, die in Irland außerordentlich erfolgreich waren. Beginnend mit Killeenbrenan und Clonkeenkerrill wurden in der Zeit von 1426 bis 1539 knapp 50 Häuser gegründet. Für die neugegründeten Klöster in Ballymote, Rosserk (Diözese Killala) und Tisaxon (Erzdiözese Tuam) wurde gemeinschaftlich eine Petition an den Papst Eugen IV. durch Philipp, Patrick und Andrew Yclumain eingereicht, die 1442 mit der Genehmigung beantwortet wurde. Ó Clabaigh betrachtet es als Indiz für den Erfolg des Ordens, dass es drei Angehörigen der offenbar gleichen Familie gelang, in einer konzertierten Aktion in drei Diözesen zunächst die Genehmigung bei den lokalen Bischöfen einzuholen, um sich dann gemeinsam mit Erfolg an den Papst zu wenden. Ballymote gehörte zu den erfolgreicheren Gründungen, die auch sehr wahrscheinlich weitere Gründungen in der Umgebung nach sich zog, wenngleich Belege hierfür nicht überliefert sind.
Durch eine Beschwerde des Guardians Donald Oduda ist überliefert, dass 1483 das Kloster und die Stadt unter der Leitung von Donatus Macdonkayd überfallen und niedergebrannt wurden. Die Franziskaner wurden dabei vertrieben und das Kloster geplündert.
Im Zuge der Reformation wurde das Kloster vor 1584 aufgehoben und danach begutachtet. Dabei wurde festgestellt, dass das Kloster weitgehend durch Rebellen zerstört worden war. Zu dem Besitz gehörten Gärten, Obstgärten, einige Gebäude und etwa 45 Acre Land. Dennoch wurde das Kloster nicht sofort aufgegeben, und ab etwa 1643 ist die Nutzung von Franziskanern des ersten Ordens belegt, die für ungefähr ein Jahrhundert blieben.

## Architektur

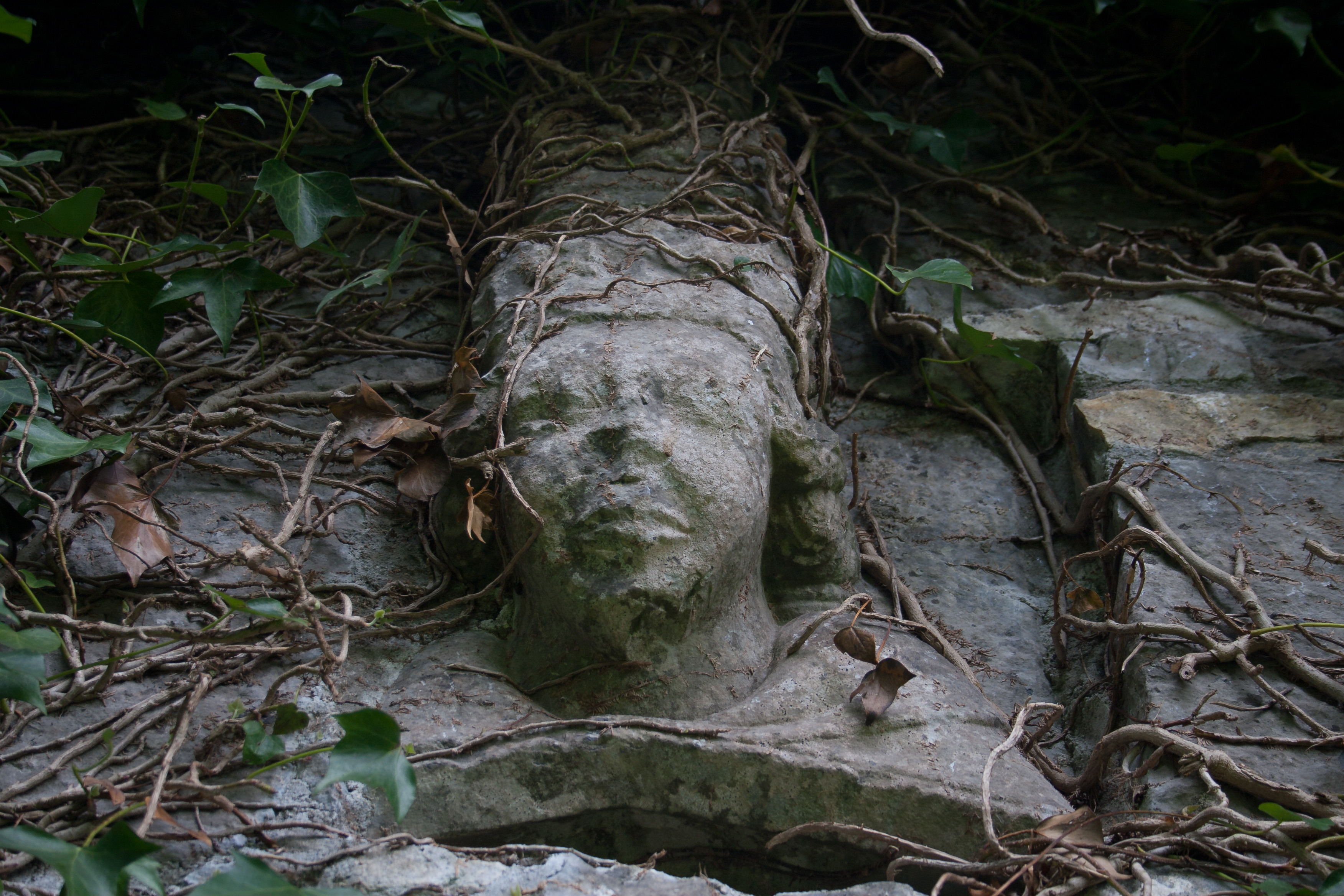
Mit der Tiara gekrönte Skulptur über dem Westportal zum Kirchenschiff.

Erhalten sind nur noch die Ruinen des rechteckigen Kirchenschiffs mit den Maßen 28,5 × 6,7 Meter. Die Ost- und die Westseite waren jeweils mit einem Giebel versehen. Über dem Westportal, dessen Einfassung nicht mehr erhalten ist, erhebt sich die Skulptur eines Kopfes, der mit einer dreistufigen Tiara und einem Kreuz gekrönt ist. Ein weiterer Eingang befindet sich in der Nordwand mit einem Weihwasserbecken, das eine Skulptur wohl eines Amphisbaena trägt. Der Ostgiebel enthält ein großes Chorfenster. Eine 1779 angefertigte Zeichnung deutet zwei südliche Anbauten an, von denen jedoch nichts erhalten ist.